# Charles Donald Gemar
Charles Donald Gemar (* 4. srpna 1955 Yankton, Jižní Dakota, USA) je bývalý americký voják a kosmonaut. Ve vesmíru byl třikrát.

## Život

### Studium a zaměstnání
Absolvoval střední školu Scotland Public High School v Scotlandu, Severní Dakotě. Po jejím ukončení v roce 1973 nastoupil na vojenskou akademii United States Military Academy. Studium zde ukončil roku 1979.
V roce 1985 nastoupil k NASA v Houstonu, v letech 1985 až 1986 se podrobil výcviku a od roku 1986 se stal členem týmu amerických kosmonautů.
Podplukovník Gemar používal přezdívku Sam. Oženil se s Charlene Stringerovou, mají spolu dvě děti.

### Lety do vesmíru
Na oběžnou dráhu se v raketoplánech dostal třikrát a strávil ve vesmíru 24 dní, 05 hodin a 38 minut. V posádce zastával post letového specialisty. Byl 234. člověkem ve vesmíru.
- STS-38 Atlantis (15. listopadu 1990 – 20. listopadu 1990)
- STS-48 Discovery (12. září 1991 – 18. září 1991)
- STS-62 Columbia (4. březen 1994 – 18. březen 1994)